# Farmaco di fascia H
Un farmaco di fascia H individua, tra i farmaci in Italia, una tipologia di classificazione attribuita dal servizio sanitario nazionale italiano a farmaci in uso solo in aziende ospedaliere, che pertanto non possono essere venduti nelle farmacie al pubblico.
Alcuni di questi farmaci, per alcune malattie gravi, sono dispensati dalle ASL anche ai cittadini non ricoverati nelle strutture ospedaliere. Tra i farmaci "di fascia H", è presente l'Ru486.